# Татарчук Людмила Василівна
Татарчук Людмила Василівна (нар. 10 липня 1987) — українська вчена у галузі медицини, доктор медичних наук (2019), доцент (2021) кафедри фізіології з основами біоетики та біобезпеки Тернопільського національного медичного університету імені І. Я. Горбачевського.

## Життєпис
У 2010 році закінчила Тернопільський державний медичний університет з відзнакою. 
Татарчук Л. В. працювала лікарем-інтерном зі спеціальності «загальна практика — сімейна  медицина»  кардіологічного відділення для інфарктних хворих КЗ ТОР «Тернопільська університетська лікарня», навчалася в  аспірантурі на кафедрі оперативної хірургії з топографічною анатомією ДВНЗ «Тернопільський державний медичний університет імені І. Я. Горбачевського МОЗ України» (2010–2013). 
З 2013 року працює на кафедрі фізіології з основами біоетики та біобезпеки ТНМУ ім. І. Я. Горбачевського: асистент, доцент (2021).

## Наукова діяльність
У 2013 році захистила кандидатську дисертацію на тему «Особливості ремоделювання камер та судинного русла серця при артеріальній гіпертензії в малому колі кровообігу».
У 2019 році захистила докторську дисертацію на тему «Особливості ремоделювання структур дванадцятипалої, порожньої та клубової кишок при резекціях різних об’ємів паренхіми печінки і корекції післяопераційних ускладнень». 
Наукові інтереси: проблеми морфологічного дослідження камер серця в межах норми та у випадках артеріальної гіпертензії у великому та малому колах кровообігу; проблеми портальної гіпертензії; морфологічне дослідження тонкої кишки при резекціях різних обсягів паренхіми печінки.